# 박세호
박세호(1995년 2월 25일 ~ )는 대한민국의 프로게임단 지도자이다. 현재 한화생명 e스포츠

## 지도자 생활
2015년 2월, 오 마이 갓의 코치로 부임했다.
2019시즌을 앞두고 T1의 루키팀 코치로 부임했다. 2021시즌을 앞두고 2군팀 코치로 자리를 옮겼다. 2021년에 열린 한중일 e스포츠 대회의 전력분석관으로 합류했다. 2021시즌 종료 후 팀에서 퇴단했다.
2022시즌을 앞두고 한화생명 e스포츠의 2군 코치로 부임했다.

## 소속팀
| # | 팀명             | 직책        | 소속 기간               | 소속 리그 | 비고 |
| - | ---------------- | ----------- | ----------------------- | --------- | ---- |
| 1 | 오 마이 갓       | 코치        | 2015.02.10 ~ 2015.11.24 | LPL       |      |
| 2 | T1               | 루키팀 코치 | 2018.12.29 ~ 2020.12.09 | LCK       |      |
| 3 | T1               | 2군팀 코치  | 2020.12.09 ~ 2021.07.05 | LCK       |      |
| 4 | T1               | 루키팀 코치 | 2021.07.05 ~ 2021.07.19 | LCK       |      |
| 5 | T1               | 2군팀 코치  | 2021.07.19 ~ 2021.11.16 | LCK       |      |
| 6 | 한화생명 e스포츠 | 2군팀 코치  | 2021.12.07 ~            | LCK       |      |

## 수상 내역
- 로지텍 G 루키 인비테이셔널 2020 준우승
- LCK 아카데미 시리즈 2020 8월 대회 준우승
- LCK 아카데미 시리즈 2020 9월 대회 우승
- LCK 아카데미 시리즈 2020 10월 대회 우승
- LCK 챌린저스 리그 스프링 2021 우승